# Almaz

Visão esquemática da Estação Espacial Almaz.

O Programa Almaz - ("Diamante") foi um projeto altamente secreto que consistia numa série de estações espaciais militares lançadas pela União Soviética dissimuladas no programa Salyut. Começando no início da década de 60, foram lançadas três estações Almaz: Salyut 2, Salyut 3 e Salyut 5. A Salyut 2 fracassou pouco depois de entrar em órbita, mas as Salyut 3 e 5 permitiram testes bem sucedidos. Após a Salyut 5 os militares soviéticos decidiram que os custos de manutenção das estações superavam seus benefícios, quando comparadas com satélites de monitoramento automáticos.
O programa Almaz foi promovido por Vladimir Chelomei como uma resposta ao projeto MOL da força aérea dos Estados Unidos. Nas suas configurações originais os programas Almaz e MOL eram muito semelhantes, com a estação a ser lançada por um foguetão Proton com uma tripulação de dois homens que regressava à Terra numa cápsula de descida após um mês de observações.
Quando o programa foi cancelado, as estruturas remanescentes foram convertidas, uma década depois, em satélites radar não tripulados. Os módulos TKS viriam a ser a base dos módulos que atracaram na MIR e de componentes da Estação Espacial Internacional.